# Willow Springs (Illinois)
Pour les articles homonymes, voir Willow Springs.
Willow Springs est un village situé dans les comtés de Cook et de DuPage, en proche banlieue de Chicago, dans l’État de l’Illinois, aux États-Unis. Sa population s’élevait à 5 524 habitants lors du recensement de 2010, estimée à 5 643 habitants en 2017.

## Histoire
Willow Springs a été fondée en 1892.

## Source
- (en) Cet article est partiellement ou en totalité issu de l’article de Wikipédia en anglais intitulé « Willow Springs, Illinois » (voir la liste des auteurs).